# Papo & Yo
Papo & Yo — приключенческая компьютерная игра выпущенная 14 августа 2012 года на PlayStation 3 и 18 апреля 2013 года на Microsoft Windows. 7 января 2014 года она была портирована на macOS и Linux в составе Humble Indie Bundle X. Сюжет игры выстроен вокруг мальчика Квико, который, скрываясь от отца-алкоголика, оказывается в сказочном мире.

## Игровой процесс
Действие Papo & Yo происходит в бразильских фавелах. Игрок управляет Квико, маленьким мальчиком со способностью превращать окружающую среду в сказочный мир: например, потянув за ниточку, Квико может вытащить лестницу из здания; лачуги могут отрастить ноги и сложиться в удобный мост; и так далее.
Ключевую роль играет монстр, живущий в фавелах. Изначально монстр кажется дружелюбным и помогает Квико, а его живот можно использовать в качестве батута, чтобы добраться до крыш. Монстр, однако, имеет пристрастие к поеданию лягушек; если он съест лягушку, то он превратится в неистового пламенного животного, нападающего на всё вокруг, и Квико не сможет убежать от него. Для успокоения монстра игрок может использовать гнилой фрукт.

## Сюжет
Квико — бразильский мальчик, подвергающийся унижениям своего отца-алкоголика. Скрываясь в чулане во время одного из приступов гнева пьяного отца и сжимая в руках свою любимую игрушку — куклу-робота по имени Лула, Квико обнаруживает странную отметку на стене, нарисованную мелом. Коснувшись её, Квико оказывается в сказочном мире, где встречает девушку по имени Алехандра. Девушка оживляет Лулу и помогает сориентироваться в волшебном мире.
Квико встречается с огромным монстром. Алехандра и Лула предупреждают Квико о том, что монстр очень опасен, но Квико кажется, что тот игрив и послушен. Вскоре выясняется, что монстр имеет пристрастие к поеданию лягушек, в процессе которого впадает в неконтролируемую ярость. Во время одного из приступов ярости Монстр ранит Лулу. Алехандра отправляет Квико к храму, в котором можно обратить гнев монстра в исцеляющую энергию для Лулы, для чего необходимо поймать монстра в ловушку. Квико справляется с задачей и исцеляет Лулу, однако монстр вырывается и нападает на троицу. В результате схватки монстр поедает Алехандру, однако перед этим она успевает приказать Квико отправиться к шаману, чтобы тот помог вылечить монстра.
Время от времени игровой процесс прерывается на короткие сны и воспоминания Квико. В одном из них он видит своего отца за рулём автомобиля, который из-за темноты и дождя не замечает прохожего и переезжает его. В другом эпизоде его отец отбрасывает тень, напоминающую монстра из Фавел.
Квико отводит монстра к канатной дороге; Лула остаётся в операторной будке, а Квико с монстром отправляются к шаману. Прибыв на место, Квико не находит шамана, зато находит очередное воспоминание. В нём отец начинает пить после несчастного случая на дороге, превращаясь в воображении Квико в монстра, поедающего лягушек. Звучит голос, объясняющий Квико, что монстра невозможно вылечить, и что Квико должен его отпустить. Квико успыляет монстра и толкает его в пропасть, после чего возвращается в реальный мир.

## Разработка
Papo & Yoбыла анонсирована 3 июня 2011 в рамках выставки Electronic Entertainment Expo. Игра стала дебютным проектам для монреальской студии Minority. Разработка игры была профинансирована фондом поддержки инди-разработчиков Pub Fund компании Sony.

## Отзывы и продажи
| Сводный рейтинг | Сводный рейтинг | Сводный рейтинг |
| Издание         | Оценка          | Оценка          |
| Издание         | PC              | PS3             |
| --------------- | --------------- | --------------- |
| GameRankings    | 74,35 %         | 72,92 %         |

Летом 2018 года, благодаря уязвимости в защите Steam Web API, стало известно, что точное количество пользователей сервиса Steam, которые играли в игру хотя бы один раз, составляет 127 734 человека.